# Белов, Геннадий Александрович
Белов, Геннадий Александрович (1917—1992) — советский государственный деятель, начальник Главного архивного управления МВД СССР, Главного архивного управления при Совете Министров СССР (1956—1972), организатор международного сотрудничества архивистов СССР и зарубежных стран, кандидат исторических наук, профессор.

## Биография
Геннадий Александрович Белов родился в 1917 г. в г. Самаре.
После окончания Куйбышевского индустриального института в 1940 г. был сотрудником УНКВД и УНКГБ по Куйбышевской области.
В Москве с 1943 года, слушатель Высшей партийной школы, с 1945 по 1955 гг. — доцент Института международных отношений и Высшей дипломатической школы МИД СССР, ответственный работник МГК и ЦК ВКП(б): заведующий отделом Московского горкома партии (1948), 1-й секретарь Москворецкого райкома партии (1949), сотрудник ЦК ВКП(б) (1951).
В 1955 г. возглавил вновь образованное Архивное управление МВД РСФСР, а в апреле 1956 г. — Главное архивное управление МВД СССР.
13 августа 1958 года Совет Министров СССР утвердил положение о ГАФ СССР и сети государственных архивов СССР, после чего архивные учреждения страны начали переходить под руководство реорганизованного центрального главка, подчинявшегося уже не МВД, а структурам советской власти.
13 января 1960 г. Президиум Верховного Совета СССР упразднил МВД СССР и Главное архивное управление перешло в ведение Совета Министров СССР.
В это время Белов предпринял меры по устранению «узковедомственной» ограниченности целей и задач архивов. По его личному указанию была консолидирована в Москве картотека на 10 млн лиц, относящихся к дворянскому и купеческому сословиям, духовенству, чинам полиции, «кулачеству», собиравшаяся архивистами во всех архивохранилищах страны. Она была, по свидетельству сотрудников, «переведена в подвал ГАУ и больше мы к ней не возвращались, хотя уничтожить не решались, да и права на это не имели».
В этот период начался пересмотр сферы секретности и сделаны первые шаги по использованию закрытых документов о нарушениях социалистической законности в 1930-е годы. Однако в это же время часть документов в архивах была уничтожена: так, исчезли из архивов почти все материалы по заговору военных в РККА и собственно дело маршала М. Н. Тухачевского.
При Белове в 1956 г. начал издаваться «Информационный бюллетень ГАУ МВД СССР», в 1959 г. преобразованный в «Вопросы архивоведения».
Белов возглавил работу по внедрению новых методов архивного дела, созданию архивов нового типа для хранения проектно-технической документации, материалов творческих организаций и документации на новых типах носителей (кинофотодокументы, звукозаписи, телефильмы). Началось строительство типовых зданий для архивов в регионах страны, оснащавшихся современным оборудованием.
Под руководством Г. А. Белова были разработаны управленческие решения, направленные на кардинальное улучшение организации обеспечения сохранности архивного достояния страны, координацию издательской деятельности архивов и научных институтов, повышение эффективности изучения документальной базы в экономических интересах страны. Чтобы комплектовать государственные архивы и оптимизировать хранящиеся в них документальные фонды, были разработаны отборочные списки на документы, подлежащие выделению в макулатуру в ведомствах, а также перечень документов постоянного и длительного сроков хранения, подлежавших обязательной передаче из ведомств под контроль и на хранение в систему госархивов. Это позволило справиться с лавиной документальных материалов, обрушившихся на архивы после хрущёвской ликвидации министерств и создания совнархозов.
При государственной поддержке улучшалось материальное положение работников архивов, рос их кадровый потенциал. Архивы активно участвовали в формировании источниковой базы науки. Разработка вопросов комплектования и экспертизы в советских архивах была оценена как крупный вклад в теорию архивоведения и получила международное признание. Сам Геннадий Александрович в 1962 году получил учёную степень кандидата исторических наук, защитив в Институте истории АН СССР диссертацию «по опубликованным работам» — доклад «Основные проблемы развития архивного дела в СССР».
В 1965 году Белов выступил против инициативы о возвращении так называемого «Смоленского архива» в Советский Союз, высказанной Государственным департаментом после окончания периода маккартизма, в марте 1963 года. В записке в адрес ЦК КПСС он указал, что просьба СССР о возвращении смоленских документов может быть расценена не иначе, как официальное признание выходивших в 1950-е годы пропагандистских публикаций о «Смоленском архиве» как отражении террора, коллективизации и т. д., и что это будет «использовано в целях антисоветской пропаганды». А потому и не стоит в настоящее время поднимать вопрос перед Государственным департаментом о возвращении «Смоленского архива», тем более, что «сейчас он не представляет какой-то особой ценности».
Создатель современной архивной службы страны ушёл на пенсию в 1972 г. и работал над мемуарами, которые вышли после его смерти, в 1994 году, маленьким тиражом 1000 экз. Книга называется «Глазами документалиста».
Он преподавал в Московском историко-архивном институте, в 1982 году получил учёное звание профессора. Жил в Москве на ул. Воровского, 22.
Г. А. Белов скончался в 1992 году, похоронен на Троекуровском кладбище в Москве.

## Инициатор международного сотрудничества архивистов
Г. А. Белов стал инициатором сотрудничества советских архивистов с Международным советом архивов (МСА). В августе 1956 г. он смог добиться от МВД принятия решения о создании в Главархиве отдела научных связей с заграницей.
В сентябре 1956 г. советская делегация впервые приняла участие в III Конгрессе МСА во Флоренции, где и произошло официальное вступление архивных ведомств СССР в МСА. Начальник Главархива СССР Г. А. Белов сделал на конгрессе доклад о типовом проектировании зданий для краевых и областных архивов, а начальник Главархива Украинской ССР С. Д. Пилькевич — об отборе документальных материалов для постоянного хранения. Это сообщение было новаторством в международном архивном деле, где только начал обсуждаться вопрос об образовании при ЮНЕСКО подкомиссии по экспертизе ценности архивных документов, снабжении министерств и ведомств списками подлежащих хранению документов, разработке перечней документов со сроками хранения.
На том же Конгрессе был создан комитет по терминологии: разработку международного терминологического словаря обсуждали с 1930-х годов, а шестиязычный словарь архивной терминологии был выпущен в 1964 г., что стало шагом к профессиональному взаимопониманию архивистов.
На IV Конгрессе МСА (Стокгольм) в августе 1960 г. Г. А. Белов был принят в состав Исполкома, также представителем от стран соцлагеря стал директор государственных архивов ПНР Г. Альтман.
С 1958 года Государственный архивный фонд начал активно пополняться копиями документов (микрофильмами) по отечественной истории из коллекций зарубежных архивов, что было официально закреплено в Положении о ГАФ СССР.
В 1962 г. на общественных началах был создан Научно-методический совет по приобретению документальных материалов, который в значительной степени способствовал возвращению, обмену или приобретению за рубежом оригиналов ценных документов, относящихся к истории и культуре нашей страны.
Белов инициировал подготовку специального информационного издания об архивном деле за рубежом в 1962—1972 гг., в котором публиковались переводы статей из зарубежной периодики (вышло 35 номеров).
Белов был избран членом, вице-президентом Международного совета архивов.
Он инициировал проведение совместных с иностранными партнёрами выставок архивных материалов.